# هنری گوردون بنت
هنری گوردون بنت (انگلیسی: Gordon Bennett; ۱۵ april ۱۸۸۷ – ۱ اوت ۱۹۶۲ (۷۵ ساله)) فرمانده نظامی اهل استرالیا بود. وی برندهٔ جوایزی همچون نشان حمام شده‌است.